# Simon Cho
Simon Cho (n. 7 octombrie 1991, Seul, Coreea de Sud) este un sportiv ce a reprezentat Statele Unite ale Americii, medaliat olimpic. A participat la 1 ediție a Jocurilor Olimpice (2010) în care a câștigat 1 medalie de bronz.

## Participări
Lista de mai jos prezintă principalele competiții la care a participat Simon Cho de-a lungul carierei.
- short track speed skating at the 2010 Winter Olympics – men's 5000 metre relay[*]